# Davtashen, Aragatsotn
Davtashen là một đô thị thuộc tỉnh Aragatsotn, Armenia. Dân số ước tính năm 2011 là 770 người.